# 吳啟明
吳啟明（英語：Charlie Ng Kai Ming，1962年12月23日—），前香港無綫電視藝員，亦是歌手兼作曲人。 吳啟明在1987年無綫電視藝員訓練班畢業後加入無綫電視。其胞弟吳啟華亦曾為無綫電視部頭合約藝員。吳啟明目前未婚，也沒有子女。其在英國讀書期間所用的洋名為「Gabriel」。

## 背景
吳啟明有三名胞弟，二弟吳啟華是香港著名演員。其父親是一名警察。吳早年分別在九龍漆咸道和長沙灣一帶居住。有一段時間與吳啟華分開兩個地方生活，自己與外婆一起居住。吳啟明於1975年畢業於中華基督教會協和小學上午校。自小學業成績差，卻對音樂產生興趣。小學畢業後在香港讀了一年中學，1976年13歲時與吳啟華一同到英國特魯羅升讀寄宿學校 Truro School，為時四年。吳啟明中學畢業後回到香港，在母親打理的一間理髮屋學習剪頭髮。其後在1986年以《情已逝》一曲參與第五屆新秀歌唱大賽且晉身三十強，完成第一回比賽（電視）便被淘汰。比賽甫結束，一名無綫電視的藝員經理詢問他會否加入藝員訓練班。他因此成為第13期藝員訓練班的學員。
自1987年加入無綫電視以來，他多演繹配角為主。當吳啟華離開無綫電視後，吳啟明因飾演反派而受注目。而二人反派形象深入民心，加上他們外貌相似，故經常被觀眾認錯。他於吳啟華加入訓練班至首次離開電視台後才參加1987年第13期無綫電視藝員訓練班。此前，吳啟明對娛樂圈反感，當過機場地勤人員。1992年2月，傳聞稱其跟黑幫有過節，曾被打得鼻青臉腫，欠債過千萬港元。後來退出幕前後，他一直自我增值，深造音樂與廚藝。其之所以退出演藝圈的原因在於他認為演員的工作被動，不太適合性格主動的自己。另一個離巢原因是在《大時代》中的戲份發揮不多，令他萌生去意。1995年起開始在英皇證券任職股票經紀，到了2009年左右退出。
在2018年，吳與一位韓國廚師鑽研廚藝，並投資300多萬在香港及中國內地，包括河南與廣西開設3間中餐廳；香港的分店「慢煮兩餐」於同年12月在上環九如坊開設。此外，位於中環威靈頓街的餐廳「Around Wellington」則由他任顧問經營。而其籌備經營餐廳的計劃實於2016年展開，本來只為投資。考慮到廚師會因其重要性的關係而壓制僱主，於是親自培訓數名廚師來負責其餐廳廚房的運作。但是礙於培訓過程失敗，無法掌握廚師煮食時的自把自為情況。吳最終決定親身當廚師。他投資食肆生意前的二十多年，先後向李錦聯、前港督府御廚鄺炳均及西貢全記海鮮酒家的大廚明師傅等人學藝。
2018年，他所創作的《Falling Down》被著名娛樂公司CJ Entertainment選中，成為2019年播出的韓劇《觸及真心》的片尾曲。最初，他透過吳雨找來林夕填詞，又邀請林慕德以及潘源良填詞。然而三人均沒有參與其中。直至吳認識的韓國製作人賞識他的作品，於是邀請他為《觸及真心》作曲。歌曲由韓國女歌手Hana（gu9udan）演唱及作詞。繼《Falling Down》之後，吳再獲機會為韓國女歌手Wax（왁스，趙慧莉）創作歌曲。他的作曲事業始於認識了一位韓國女藝人兼女朋友，並因而接觸了其他南韓演藝界人士。及後花了十天時間到韓國向四位著名音樂人學習作曲。當中兩位分別是韓劇《秘密花園》主題曲與《來自星星的你》主題曲的作曲人。他由開始作曲至2019年為止共寫了五首歌；其中有兩首作品沒有對外推出，只被賞識他的製作人買下來。另一首聖誕歌曲《This Baby》及英文歌《I'm Your Child》已分別於2019年和2020年推出，由他包辦曲詞，而且均與女歌手雷琛瑜合唱。

## 其他資料
吳啟明退出幕前後，曾與方伊琪合唱〈帝女花夜曲〉一曲。該歌曲聯同方伊琪跟譚錫禧合唱的〈新無言的結局〉和王芷玲主唱的〈我怎麼哭了〉粤語版一同收錄於1990年一張名為《大亨酒廊金曲精選》的雜錦碟之中。另外，在2019年4月，吳啟明前往中環的酒店出席宴會途中，因駕車司機不熟路，錯誤逆線駛入中環灣仔繞道。結果，有關的逆線行車片段在網上瘋傳。他代司機向途經繞道的司機道歉。

## 演出作品
*以下列表只記錄吳啟明演出過的劇集作品資料，若有遺漏，請協助補充相關資料。

### 電視劇（無綫電視）
| 首播   | 劇集名稱     | 角色           | 備註   |
| 1987年 | 鐳射青春     | 王子凡         | 男主角 |
| 1987年 | 新紮師兄1988 | 卓耀祖         |        |
| 1987年 | 生命之旅     | 廉政公署調查員 |        |
| 1988年 | 鬥氣一族     | 侯少爺         |        |
| 1988年 | 絕代雙驕     | 趙五公子       |        |
| 1988年 | 兵權         | 趙匡義         |        |
| 1988年 | 新紮師兄1988 | 卓耀祖         | 第2集  |
| 1988年 | 誓不低頭     | Peter          |        |
| 1989年 | 花月佳期     |                |        |
| 1989年 | 義不容情     | 馮耀明         |        |
| 1989年 | 家山有福     | 游永良         |        |
| 1989年 | 殭屍奇兵     | 徐漢良         |        |
| 1989年 | 香港雲起時   |                |        |
| 1989年 | 無冕急先鋒   |                |        |
| 1990年 | 奇幻人間世   | 寧葉           |        |
| 1990年 | 傲劍春秋     | 魏安釐王       |        |
| 1991年 | 我愛玫瑰園   | Julian         |        |
| 1991年 | 怒海孤鴻     | 程家興         |        |
| 1991年 | 命運快車     | 趙公子         |        |
| 1991年 | 邊城浪子     | 丁靈中         |        |
| 1991年 | 老友鬼鬼     | 卓若禮         |        |
| 1991年 | 今生無悔     | Peter          |        |
| 1991年 | 龍鳳情長     | 世子德         |        |
| 1992年 | 我為錢狂     | 曹少亨         |        |
| 1992年 | 捉妖奇兵     | 段飛           |        |
| 1992年 | 大時代       | 丁旺蟹         |        |
| 1992年 | 巨人         | 洪英揚         |        |
| 1992年 | 血璽金刀     | 石松           |        |
| 1992年 | 夢斷銀城     | 聶家寶         |        |
| 1993年 | 少年五虎     | 麥立基         |        |
| 1994年 | 生死訟       | 馬江           |        |
| 1994年 | 恨鎖金瓶     | 陳經濟         |        |

### 電視電影
- 1991年：殺手胭脂淚 飾 杜明

### 電影
- 1992年：現代應召女郎 飾 高姑爺
- 1993年：強姦案中案 飾 譚律師
- 1993年：危情 飾 盲權
- 1993年：烏鼠機密檔案 飾 中間人
- 1994年：地下裁決
- 1995年：狼吻夜驚魂 飾 餓狼
- 1995年：孽戀 飾 證人張先生
- 1997年：陰陽路 飾 戲院觀眾

### 其他演出
- 1987年：萬千星輝賀台慶 飾 清朝士兵
- 1991年：黎明音樂特輯之我的感覺[27][註 9]

## 電影燈光
- 1990年：越柙飛龍

## 作曲作品
- 2018年：《For all of us》（福音歌曲，作曲兼演唱）[註 10]
- 2018年：Hana（gu9udan）《Falling Down》（2019年韓劇《觸及真心》片尾曲）
- 2019年：Wax（왁스）（朝鲜语：왁스 (가수)）《As cold as winter》（겨울인 듯 추워）
- 2019年：This baby（與雷琛瑜合唱）
- 2020年：I'm Your Child（與雷琛瑜合唱）

## 外部連結
- 吳啟明在互联网电影资料库（IMDb）上的資料（英文）
- 吳啟明在香港影庫上的簡介
- 吳啟明在豆瓣上的资料（简体中文）
- 吳啟明在时光网上的簡介（简体中文）
- 【危中有機】吳啟明逆市求變 搞共享餐廳救亡，am730，2019年8月26日（页面存档备份，存于）
- 由吳啟明所創作之韓劇《觸及真心》片尾曲〈Falling Down〉（页面存档备份，存于）
- 吳啟明的YouTube頻道 （页面存档备份，存于）